# Kurowo Braniewskie
Kurowo Braniewskie (deutsch Kurau, bis 1910 Curau) ist ein Dorf in der polnischen Woiwodschaft Ermland-Masuren. Es gehört zur Stadt-und-Land-Gemeinde Młynary (Mühlhausen i. Ostpr.) im Powiat Elbląski (Kreis Elbing).

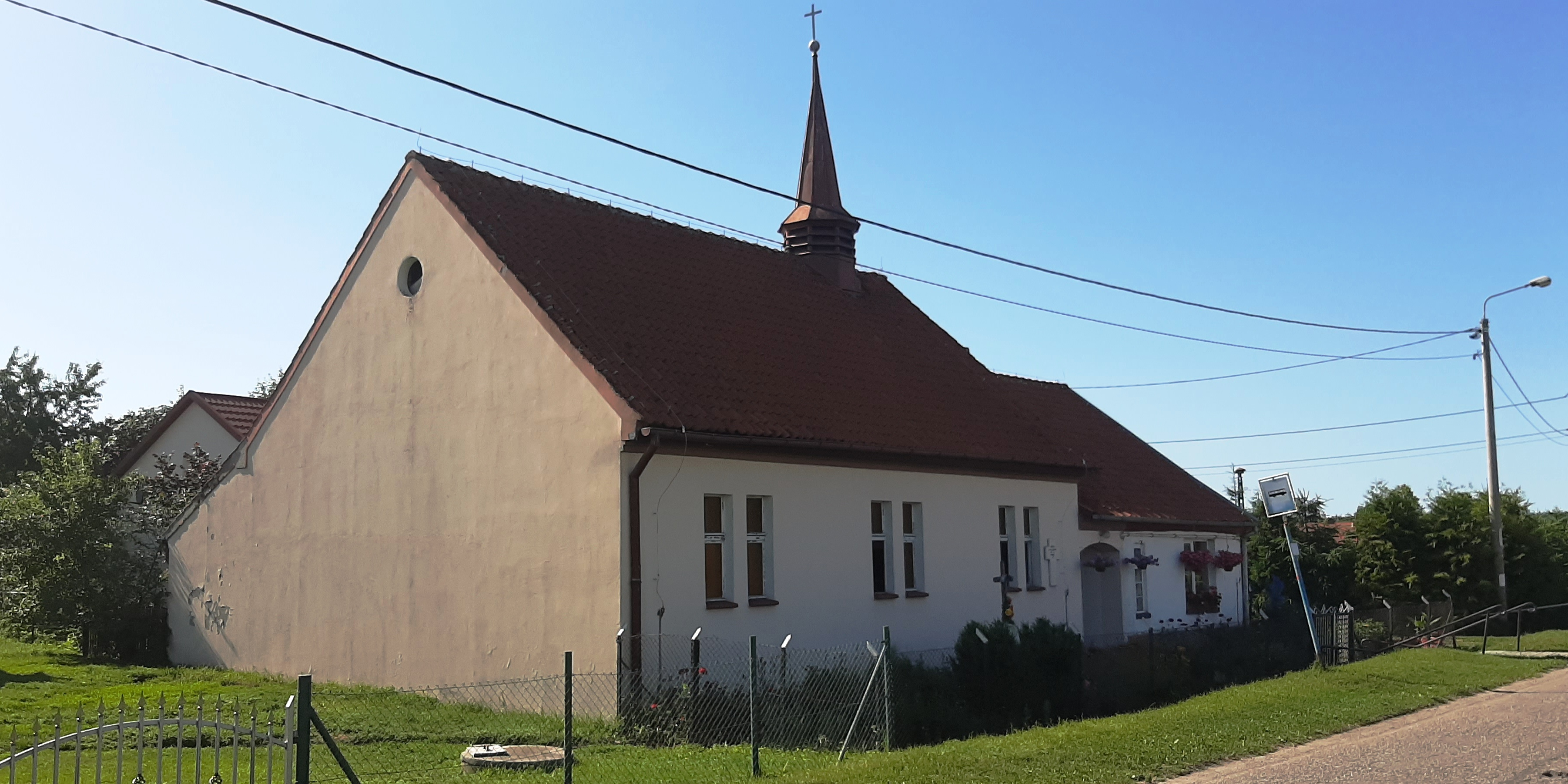
Kapelle St. Johannes Evangelist in Kurowo Braniewskie

## Geographische Lage
Kurowo Braniewskie lieg am Flüsschen Baude (polnisch Bauda) im Nordwesten der Woiwodschaft Ermland-Masuren, 18 Kilometer südlich der früheren Kreisstadt Braunsberg (polnisch Braniewo) bzw. 21 Kilometer nordöstlich der heutigen Kreismetropole Elbląg (Elbing).

## Geschichte
Über das einst Curau, nach 1817 wechselnd auch Kurau genannt, und am 24. Juli 1911 offiziell in Kurau umbenannt – stammen die ersten Aufzeichnungen aus dem 13. Jahrhundert. Im Jahre 1874 wurde das Dorf in den neu errichteten Amtsbezirk Rautenberg (polnisch Wielkie Wierzno) im ostpreußischen Kreis Braunsberg, Regierungsbezirk Königsberg, aufgenommen, dem es bis 1945 zugehörte.
Kurau hatte im Jahr 1910 466 Einwohner. Ihre Zahl belief sich im Jahre 1933 auf 419 und im Jahre 1939 auf 393.
Im Zuge der Abtretung des gesamten südlichen Ostpreußen in Kriegsfolge im Jahre 1945 an Polen erhielt Kurau die polnische Namensform „Kurowo Braniewskie“. Das Dorf ist heute eine Ortschaft im Verbund der Gmina Młynary (Stadt-und-Land-Gemeinde Mühlhausen) im Powiat Elbląski (Kreis Elbing), von 1975 bis 1998 der Woiwodschaft Elbląg, seither der Woiwodschaft Ermland-Masuren zugeordnet.

## Religion
Kurau war römisch-katholischerseits bis 1945 in die Pfarrei Groß Rautenberg (polhnisch Wielkie Wierzno) im damaligen Bistum Ermland eingegliedert. Heute gehört das Dorf mit eigener Kapelle zur Pfarrei in Błudowo (Bludau) im Dekanat Braniewo (Braunsberg) des jetzigen Erzbistums Ermland.
Seitens der evangelischen Kirche war Kurau bis 1945 nach Mühlhausen im Kirchenkreis Preußisch Holland (polnisch Pasłęk) in der Kirchenprovinz Ostpreußen der Kirche der Altpreußischen Union eingepfarrt. Heute gehört das Dorf zur Evangelisch-Augsburgischen Kirche in Polen.

## Verkehr
Kurowo Braniewskie liegt an einer Nebenstraße, die von Młynary (Mühlhausen) nach Wielkie Wierzno (Groß Rautenberg) führt.
Seit 1906 ist Curau resp. Kurau Bahnstation an der Preußischen Ostbahn, die jetzt von der Polnischen Staatsbahn (PKP) hier – wenn auch im Grenzverkehr kaum noch wahrgenommen – im Abschnitt Malbork–Braniewo (–Mamonowo) (deutsch Marienburg–Braunsberg (–Heiligenbeil)) mit zusätzlich einer Breitspurlinie befahren wird.